# 希望の世代
希望の世代（きぼうのせだい）は、1958年7月18日から1960年3月18日までNHK総合で放送されたテレビ番組である。

## 概要
NHK初の若者向けテレビ番組であった。幾多の困難と闘いながら、社会のために着実に尽くしている青年たちの姿を描くドキュメンタリー番組であった。

## 基礎情報
放送時間
- 1958年度：第3金曜 22:25 - 22:55
- 1959年度：第3金曜 22:30 - 23:10

スタッフ
- 構成：中山侑
- 音楽：木下忠司

## 放送内容
- 「僕たちは歴史を作る」
岐阜県中津川市の開拓部落の青年たちが土と闘いながら、自分たちの力で10年の歳月をかけて公民館を作り上げた。
- 「谷間の芸術学校」
長野県のへき地の分教場でバイオリン・人形劇など芸術教育を行ない、へき地教育に実績をあげている現状。
- 「めだかのうた」
東京浅草の靴屋さんの職人を中心とするコーラス運動。
- 「青びょうたんの仲間たち」
岐阜県土岐津市B･B･Sの青年水野さんは非行少年たちに自家の陶器の下絵を画かせ職業教育を行いながら更生させた。
- 「海の伝道者」
瀬戸内海の小島にめぐってあるくキリスト教伝道船の青年牧師の物語。
- 「師走の街の片隅に」
歳末にあたり困っている人たちに愛の手をさしのべている青年の群像。
- 「船場の休日」（NHK大阪放送局制作）
大阪船場の商店の週休制の問題。
- 「幸福を原野に」
北海道の原野に嫁ぐ、開拓の花嫁。
- 「切羽の青年たち」
九州の炭鉱地帯の文化活動に従事する採炭夫の青年の姿。